# Geositta poeciloptera
Geositta poeciloptera е вид птица от семейство Furnariidae. Видът е световно застрашен, със статут Уязвим.

## Разпространение
Видът е разпространен в Боливия и Бразилия.